# Встречи после полуночи
«Встре́чи по́сле полу́ночи» (фр. Les Rencontres d'après minuit) — эротическая драма, дебютный полнометражный фильм Яна Гонсалеса, написанный и снятый им в 2013 году. Премьера фильма состоялась на 66-м Каннском кинофестивале, где он принимал участие в программе «Неделя критики». Музыку к фильму написал брат режиссёра, Энтони Гонсалес, с группой M83.
В качестве приглашённых звёзд выступили Беатрис Даль, исполнившая роль «Госпожи комиссара», и Эрик Кантона, снявшийся в роли «Жеребца».

## Сюжет
Молодая пара, Али и Матиас, вместе со своей горничной трансвеститом Удо, подготавливаются к оргии, на которую приглашают «Шлюху», «Подростка», «Жеребца» и «Звезду». Прежде чем они начнут, каждый из участников рассказывает историю о себе.
Картина начинается со сцены сна: Али едет ночью на мотоцикле в сопровождении другого человека. Затем действие перемещается в квартиру Али и Матиаса, где и происходят все основные события фильма, за исключением сцен, в которых демонстрируются истории героев.

## В ролях
- Кейт Моран[фр.] — Али
- Нильс Шнайдер — Матиас
- Николя Мори[фр.] — Удо
- Эрик Кантона — «Жеребец»
- Фабьенн Баб[фр.] — «Звезда»
- Ален-Фабьен Делон[фр.] — «Подросток»
- Жюли Бремон — «Шлюха»
- Беатрис Даль — «Госпожа комиссар»
- Жан-Кристоф Буве — старший бригадир
- Пьер-Венсан Шапю — бригадир
- Доминик Беттенфельд[фр.] — полицейский

## Реакция критиков
Большинство критиков хорошо оценили саундтрек и визуальный стиль ленты, отметив, однако, большое сходство этого стиля с работами Дэвида Линча и Педро Альмодовара, а также слабый сценарий.
Обозреватель The Hollywood Reporter, Джордан Минцер, сравнил «Встречи после полуночи» с «Клубом „Завтрак“» Джона Хьюджеса, отметив сходную структуру сюжета и постепенное, иногда буквальное, обнажение героев по мере его развития. Питер Дебраг, критик Variety, охарактеризовывая картину как довольно простую стилизацию, заимствующую больше, чем создающую, тем не менее, отметил, что Гонсалес может стать следующим Озоном, Альмодоваром, или, по крайней мере, Араки. В The Quietus замечают, что герои похожи на героев Линча, но, поскольку режиссёрские навыки Гонсалеса уступают таковым навыкам Линча, они выглядят скорее как «бледная имитация». При этом диалоги в фильме названы скучными и больше раздражающими, чем увлекательными, с чем также соглашается Télérama.

## Саундтрек
| №                   | Название                       | Длительность |
| ------------------- | ------------------------------ | ------------ |
| 1.                  | «L'inconnu»                    | 1:56         |
| 2.                  | «Nous»                         | 1:36         |
| 3.                  | «Vision»                       | 1:55         |
| 4.                  | «A la lumière des diamants»    | 1:37         |
| 5.                  | «Mon enfant»                   | 3:04         |
| 6.                  | «First Light»                  | 0:36         |
| 7.                  | «Ali & Matthias»               | 2:14         |
| 8.                  | «A la lumière des diamants II» | 1:37         |
| 9.                  | «Holograms»                    | 2:22         |
| 10.                 | «Vision II»                    | 2:22         |
| 11.                 | «Nous II»                      | 1:31         |
| 12.                 | «Ali & Matthias II»            | 2:12         |
| 13.                 | «To Sudden Silence»            | 2:33         |
| 14.                 | «Adieux»                       | 1:04         |
| 15.                 | «Un nouveau soleil»            | 6:42         |
| Общая длительность: | Общая длительность:            | 34:00        |

## Награды и номинации
| 2013 | 66-й Каннский кинофестиваль          | Золотая камера                       | Номинация |
| 2013 | 66-й Каннский кинофестиваль          | Queer Palm                           | Номинация |
| 2013 | Миланский кинофестиваль              | Лучший художественный фильм          | Победа    |
| 2013 | Кинофестиваль в Сиджесе              | Приз «Новое видение» за лучший фильм | Номинация |
| 2013 | Афинский международный кинофестиваль | «Золотая Афина» за лучший фильм      | Победа    |
| 2013 | Chéries-Chéris                       | Гран-при                             | Номинация |
| 2013 | Международный кинофестиваль в Корке  | Приз зрительских симпатий            | Номинация |